# Cryptus immitis
Cryptus immitis là một loài tò vò trong họ Ichneumonidae.